# Brachycorythis buchananii
Brachycorythis buchananii är en orkidéart som först beskrevs av Rudolf Schlechter, och fick sitt nu gällande namn av Robert Allen Rolfe. Brachycorythis buchananii ingår i släktet Brachycorythis och familjen orkidéer. Inga underarter finns listade i Catalogue of Life.